# Gränby
För andra betydelser, se Gränby (olika betydelser).
Gränby är en stadsdel i Uppsalas norra delar med 5 265 invånare (2005), belägen öster om Kvarngärdet mellan Nyby och Löten i norr och Salabacke i sydöst.

## Namnet
Stadsdelens namn kommer från den ursprungliga byn Gränby i Vaksala socken. Bynamnet innehåller "grän", en i uppländska dialekter vanlig form av gran.

## Historia
Gränby var i äldre tid en by i Vaksala socken. En gård i Bärmö, Sankt Pers socken med tillhörande jord i Gränby skänktes efter ärkebiskop Lars av Valdemar Birgersson till Uppsala domkyrka, där jorden användes till inrättadet av det tredje kanonikatet. Ärkebiskopskrönikan från 1400-talet anger troligen felaktigt att Gränby skulle ha skänkts av ärkebiskop Folke Johansson (Ängel). 1316 fanns fyra landbor tillhörande Uppsala domkyrkas dekanat i Gränby (in Grenby, in Granby) enligt förteckningen över vad hertig Valdemar uppburit av kyrkogodsen i Tiundaland. En Olof i Gränby var 1349 domare vid Vaksala häradsrätt.
Gränby var under 1500-talet två skattegårdar, som dock redan 1540 vara öde och brukas som utjordar, samt ett hemman tillhörigt Uppsala hospital. I Geometriska jordeboken 1640 uppges Gränby vara tre ödehemman som brukas av Uppsalas borgare.

## Nutid

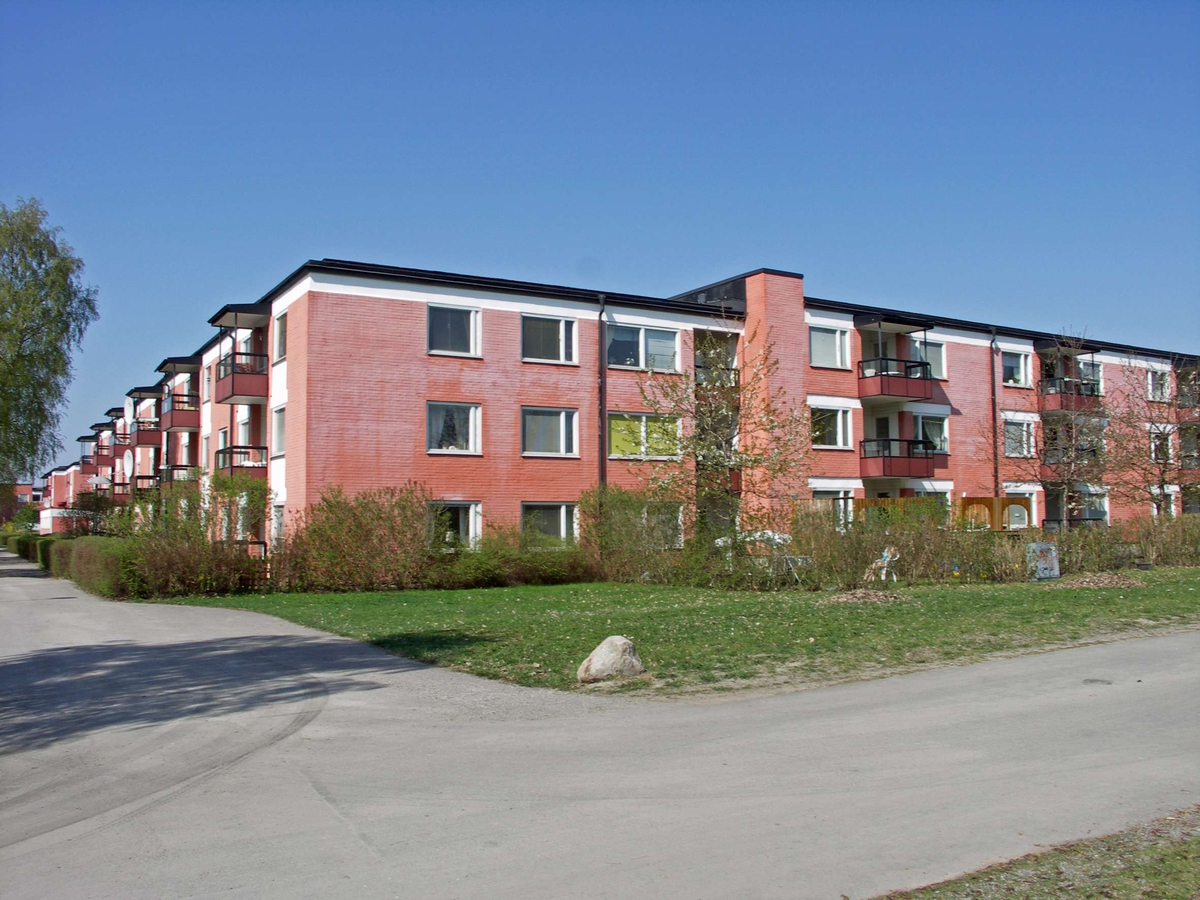
Bostadshus från 1960-talet i Norra Gränby.

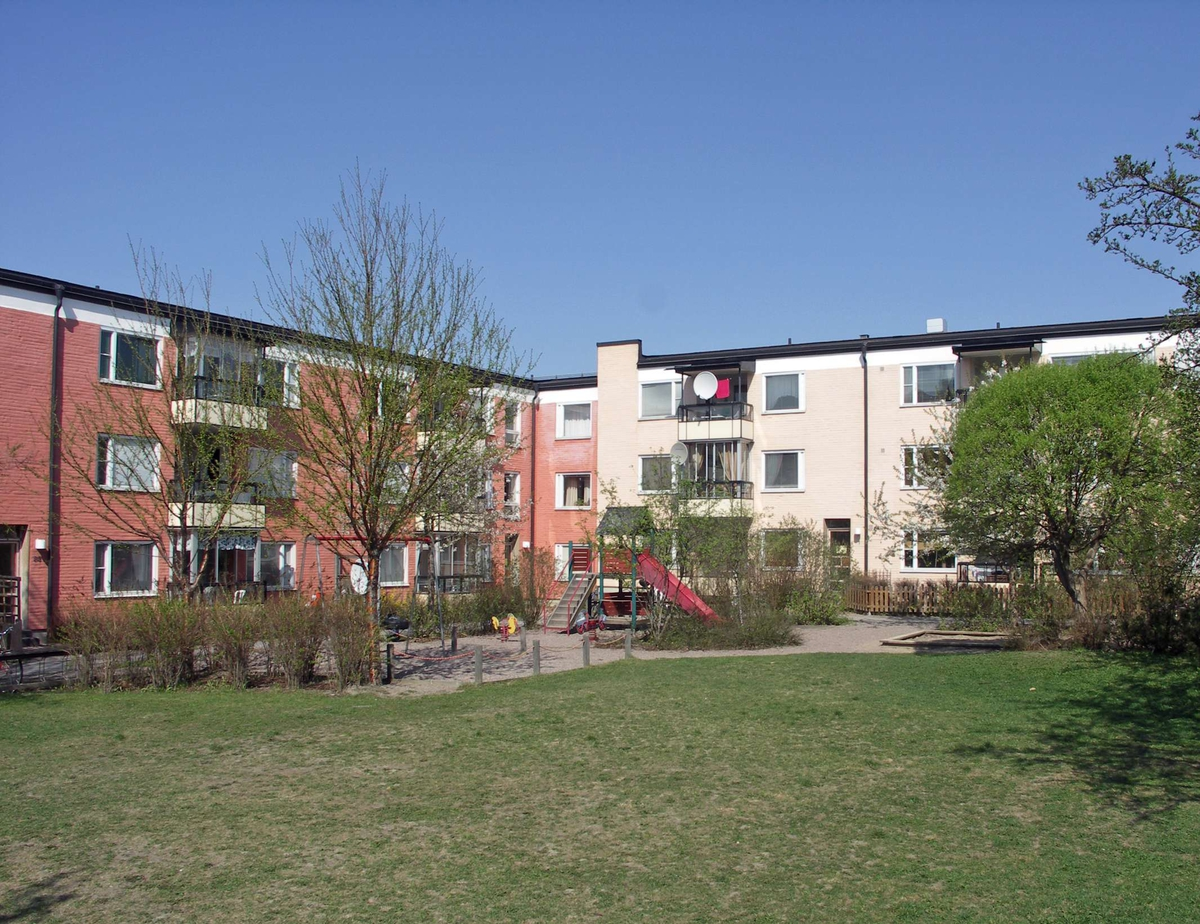
Bostadshus i Gränby.

Bebyggelsen består främst av flerbostadshus uppförda under sextiotalet, både bostads- och hyresrätter, i främst trevåningshus med inbyggda gårdar. En stor park med många kullar, lekplatser, kolonilotter och en välbesökt 4H-gård finns i området. Gränby Sportfält planeras att utvecklas och bli Upplands ledande fritidsområde med ny bandyhall, då Uppsala är en "bandystad" med IK Sirius BK som mest kända lag. Det finns även planer för en ny ishockeyhall, bland annat ämnad som huvudarena för traktens hockeylag Almtuna IS som spelar i Hockeyallsvenskan.
Hyresrätterna i Gränby tillhörde tidigare AP-fastigheter, men idag (2020) ägs området av Rikshem. Rikshem fick under 2012 ta emot omfattande kritik på grund av omfattande hyreshöjningar som ansågs oskäliga av bland andra Hyresgästföreningen.

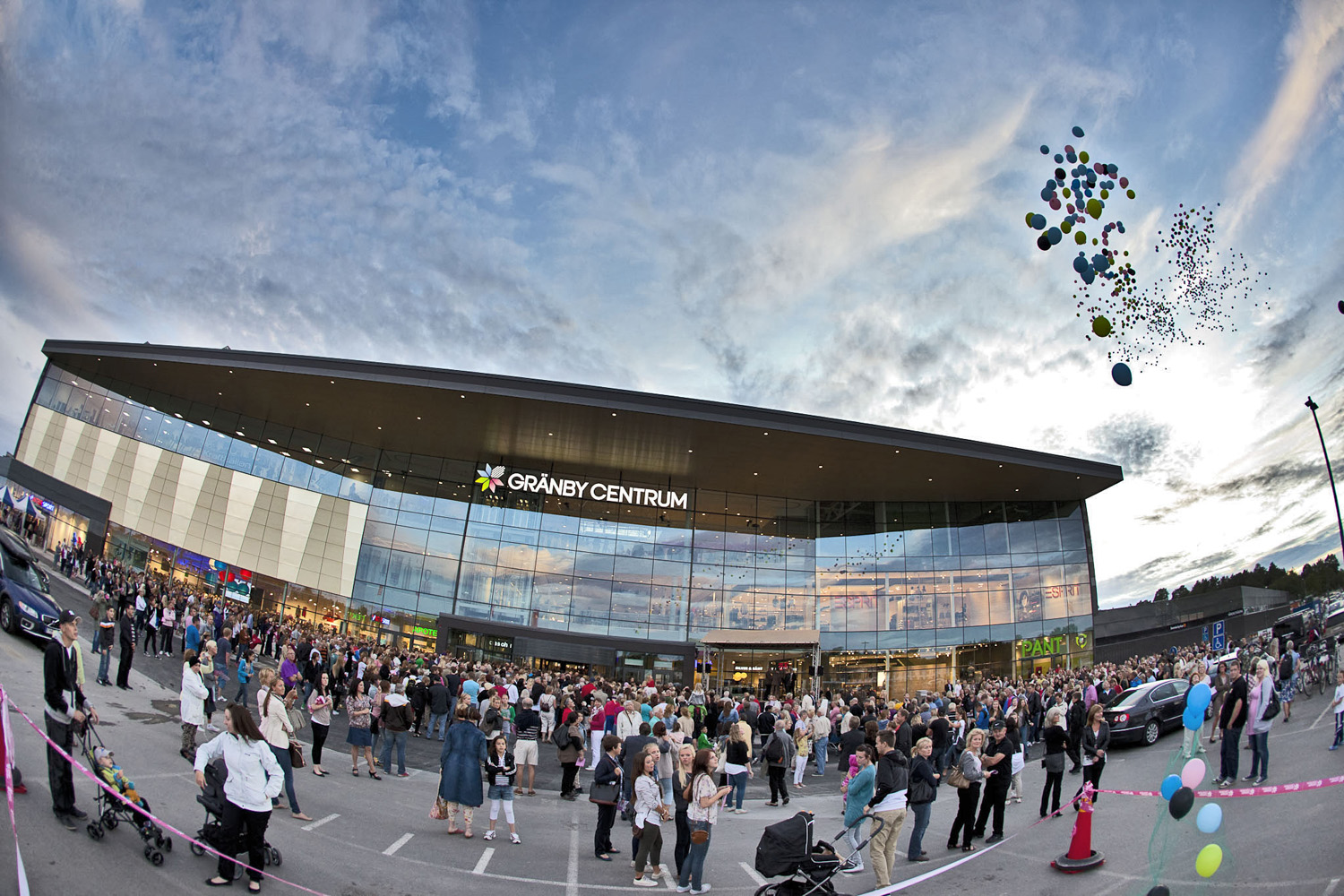
Gränby centrum år 2011

I yttre delen av Gränby finns också köpcentrat Gränbystaden, med ca 307 aktiva lokaler med Elektronik, Foto, Hus, Hem, Hälsa, Skönhet, Livsmedel, Dryck, Mode, Skor, Accessoarer, Service,  Sport & Lek samt restauranger och ICA Kvantum. Söderut avgränsas området av Vaksalagatan och Tycho Hedéns väg, och norrut av Råbyvägen.